# 皆藤愛子
皆藤愛子（日语：／ Kaitō Aiko，1984年1月25日—）是日本女性自由播報員兼藝人，千葉縣四街道市出身，所屬經紀公司為cent. Force。

## 經歷
在栃木縣真岡市出生，在千葉縣四街道市長大。先後就讀於四街道市立四和小學校、澀谷教育學園幕張中學校·高等學校、代代木預備校津田沼校，2007年3月畢業於早稻田大學第一文學部。
從小就憧憬成為播報員。2004年經朋友介紹進入cent. Force成為播報員。
2005年4月1日成為富士電視台晨早資訊節目《鬧鐘電視》的第四代天氣報導員。
2006年，成為東京廣播講座的第六期學生。
大學畢業後曾參加富士電視台的播報員召募，但最終面試不合格，未能如願。
2008年6月榮登Oricon進行的「最喜愛天氣報導員、氣象預報士」大型調查第一位。
2009年3月27日，從《鬧鐘電視》天氣報導員畢業，轉為節目的的娛樂資訊報導員。2011年4月開始成為《鬧鐘星期六》的首席主播。2012年4月從《鬧鐘電視》畢業。
除了播報員的工作之外，還作為演員活躍。曾作為常規演員參演月九劇《全開女孩》。也代言多支廣告。

## 外部連結
- 經紀公司個人資料頁 （页面存档备份，存于）
- 皆藤愛子的Instagram帳戶（2020年5月1日起）